# Barco do Amor (álbum)
Barco do Amor é o décimo terceiro álbum de estúdio da banda brasileira Os Atuais. Foi lançado em 1983 pelo selo Copacabana. O maior sucesso do álbum é a canção "Barco do Amor".
Foi o primeiro álbum da banda a receber o disco de ouro, vendendo mais de 200 mil unidades.

## Faixas
Lado A
| N.º | Título                                              | Duração |  |
| 1.  | "Barco do Amor (Farewell, Farewell to Carlingford)" | 2:49    |  |
| 2.  | "Carta de Amor"                                     | 2:41    |  |
| 3.  | "Que Coisa Linda (Koumbô)"                          | 3:05    |  |
| 4.  | "A Saudade"                                         | 3:04    |  |
| 5.  | "Nem Mesmo Você"                                    | 2:47    |  |
| 6.  | "Doce Beijo (Lovers Live Longer)"                   | 2:43    |  |

Lado B
| N.º | Título                  | Duração |  |
| 1.  | "Sem Amor Ninguém Vive" | 2:49    |  |
| 2.  | "40 Grados"             | 2:38    |  |
| 3.  | "Pingos de Amor"        | 2:46    |  |
| 4.  | "Volte pra Mim"         | 2:56    |  |
| 5.  | "Transa Legal"          | 3:20    |  |
| 6.  | "Forró do Norte"        | 2:51    |  |